# Станция Закрутин (деревня)
Станция Закрутин (бел. Ста́нцыя Закру́цін) ― деревня и железнодорожная станция в Малоритском районе Брестской области Беларуси. Входит в состав Великоритского сельсовета.

## География
Железнодорожная станция Закрутин (до 1902 года Александрия) — станция Брестского отделения Белорусской железной дороги. Расположена в 2,4 км на запад от деревни Масевичи; на линии Хотислав — Брест-Центральный, между остановочным пунктом Роматово и остановочным пунктом Боровая.

## История
Железнодорожная станция Александрия существовала до 1902 года.
19 октября 2017 года на территории Великоритского сельсовета Малоритского района Брестской области образована деревня и присвоено ей наименование на белорусском языке «Ста'нцыя Закру'цiн», на русском языке – «Ста'нция Закру'тин». Деревня отнесена к категории сельского населённого пункта.
Границы деревни Станция Закрутин Великоритского сельсовета общей площадью 5,57 га.

## Население

### Численность
- 2017 год ― 35 жителей

### Динамика
- 2017 год ― 35 жителей

## Галерея

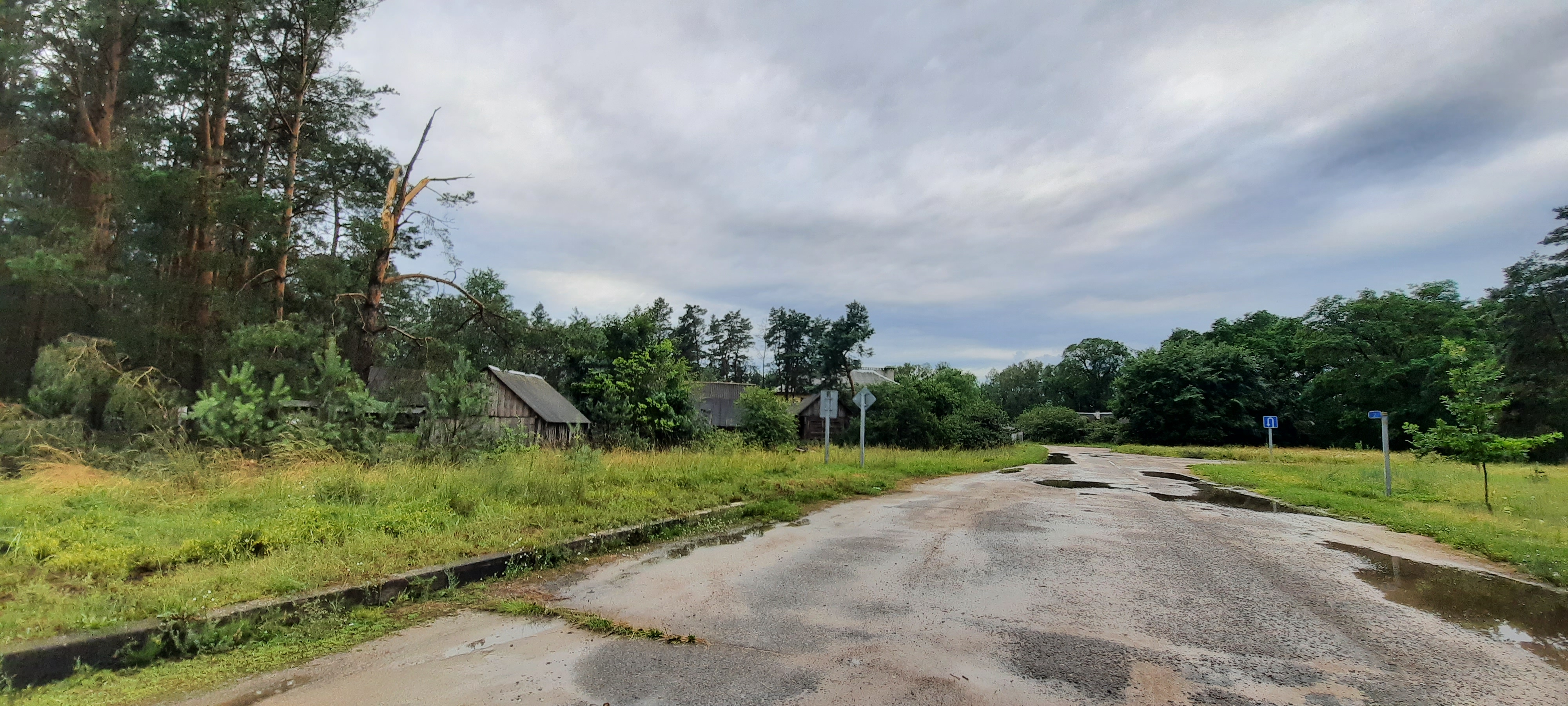
Улица
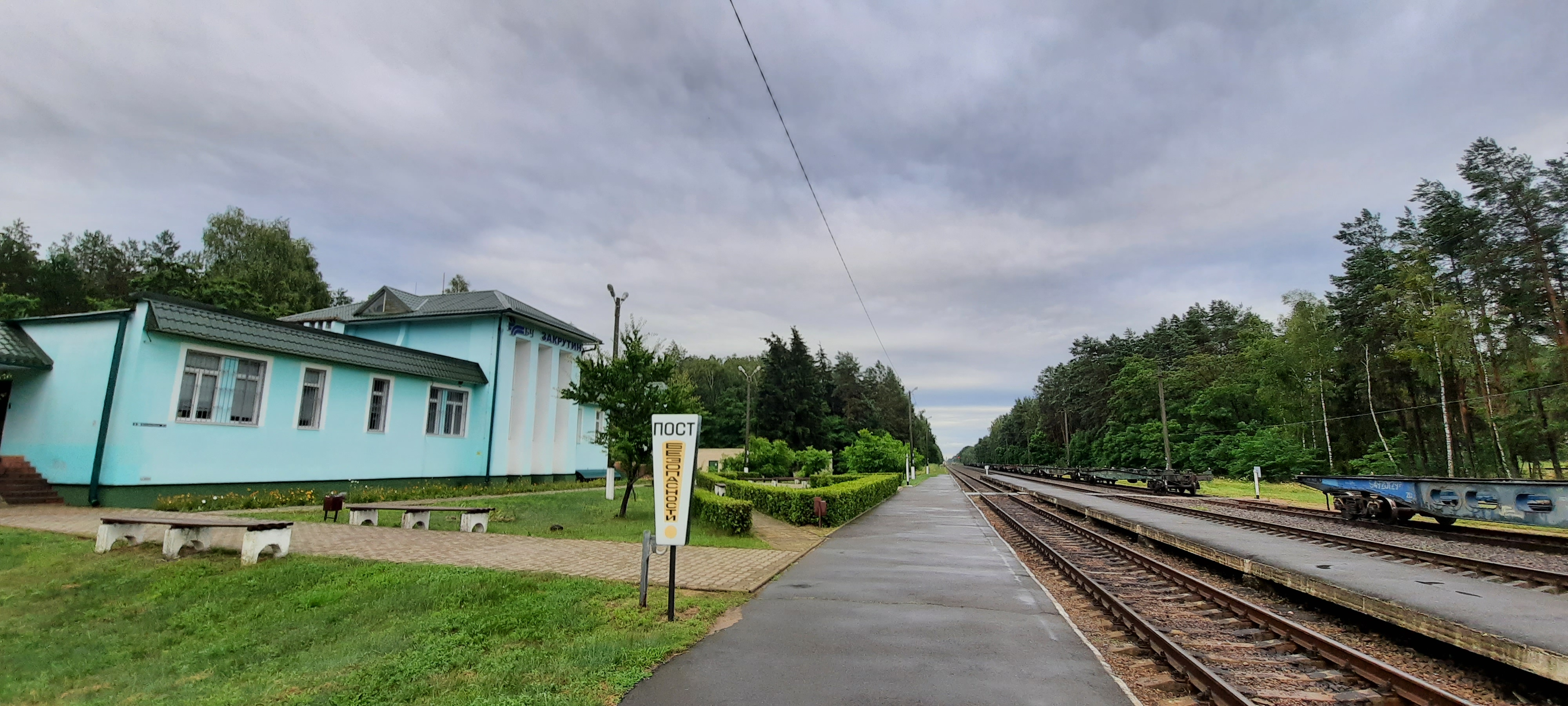
Жд станция
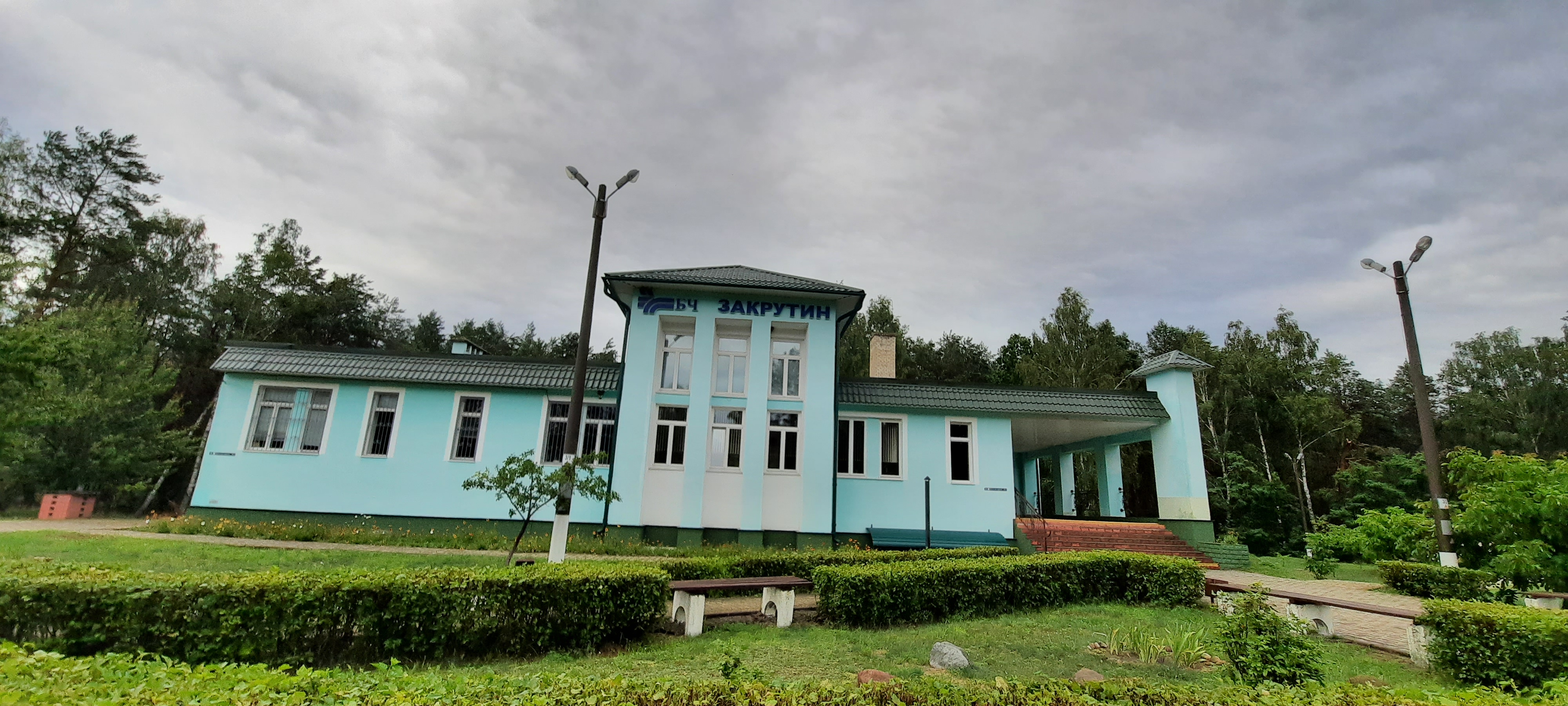
Жд станция